# ویویان هسو
ویویان هسو (ژاپنی: ビビアン・スー؛ زادهٔ ۱۹ مارس ۱۹۷۵) هنرپیشه، مدل، خواننده، بازیگر تلویزیون، بازیگر سینما، و ترانه‌سرا اهل تایوان است.
از فیلم‌ها یا برنامه‌های تلویزیونی که وی در آنها نقش داشته‌است می‌توان جادوگر و مار سفید، جنگجویان رنگین‌کمان:مرد راستین، جاسوس تصادفی و … را نام برد.

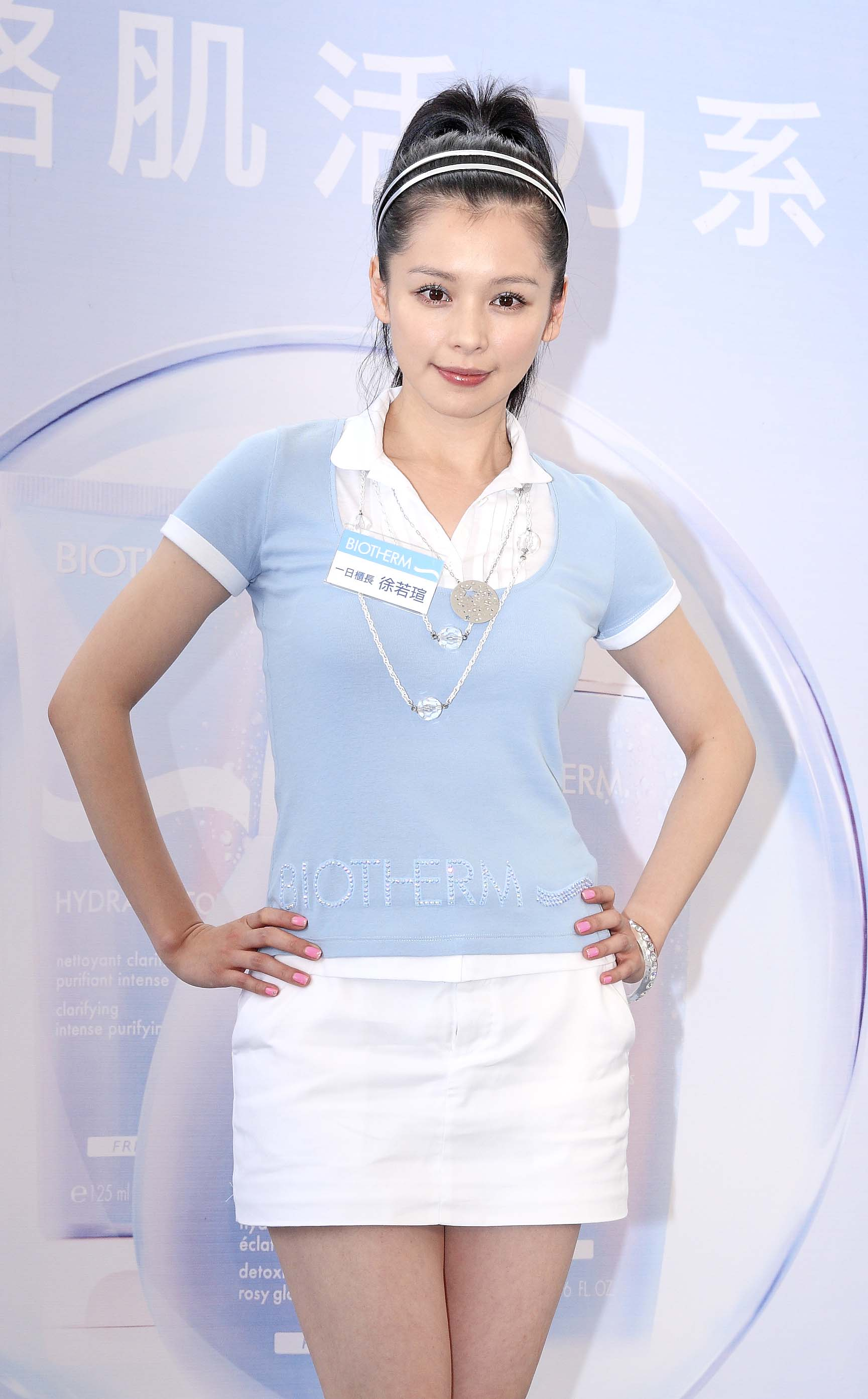
'

## آغاز زندگی
شی شو جیان (徐淑娟) که با نام ویویان هسو شناخته می‌شود در نوزدهم ماه مارس سال ۱۹۷۵ در بخش: «فنگ یوان» شهر تایچونگ که یکی از شهرهای تایوان است زاده شد، او دومین فرزند از خانواده‌ای بود که سه فرزند داشت که فرزندان یکم و دوم دختر بودند و فرزند سوم پسر بود، پدر ویویان هسو هاکا تبار و از اهالی یکی از شهرهای گوانگ‌دونگ به نام: «میکسیان» و مادرش از آتایال تبارهای گائوشان در تایوان بود.
خانواده ویویان هسو ندار و بی‌پول بود، پدر و مادرش پیاپی شغلشان را تغییر می‌دادند، نودل فروشی، کارواش و فروشگاه پوشاک باز کردند اما هرگز در این پیشه‌ها به جایی نرسیدند، ویویان هنگام کودکی شادی کمی داشت و دچار رنج‌های فراوان شد، خانواده ویویان هسو که توان مالی برای خریدن خانه را نداشته و اجاره نشین بودند بیش از سی بار از یک خانه به خانه دیگر رفتند، ویویان در زمانی که کودک خردسالی بود گفته بود که اگر پول داشت برای خانواده‌اش یک خانه می‌خرید.
مادر ویویان هسو: «جانگ شیویا» (張琇雅) نام داشت که در سن بیست سالگی با پدر ویویان هسو ازدواج کرده بود اما این ازدواج پایدار نماند و پدر و مادر ویویان هسو هنگامی که او کودکی خردسال بود از هم جدا شدند، سرپرستی از سه کودک پس از جدائی پدر و مادر ویویان هسو کار مادر ویویان هسو شد، پس از این جدائی، مادر ویویان هسو اندک زمانی برای کارآموزی در رشته آرایشگری به ژاپن رفت و ویویان هسو چندی با پدرش زندگی کرد و پس از بازگشت مادرش به تایوان دوباره به پیش مادرش رفت.
در آن زمان مادر ویویان هسو یک آرایشگاه زنانه کوچک باز کرده بود و با پولی که از راه کار کردن در این آرایشگاه به دست می‌آورد برای دو دختر و یک پسرش خوراک و مسکن و امکانات تحصیلی فراهم می‌کرد، مادر ویویان هسو خواننده خوبی نیز بود و در برخی از مسابقه‌های آواز شرکت کرده و برنده می‌شد و پنکه برقی، تلویزیون، یخچال و … جایزه‌هائی بودند که مادر ویویان هسو آنها را در این مسابقه‌های هنری و آوازخوانی به دست می‌آورد.
ویویان هسو پس از جدائی پدر و مادرش در هنگام کودکی دارای منشی زودرس شد، هنگامی که کودک بود ورزشکار خوبی نیز بود اما از رفتارهای پسرانه مانند بالا رفتن از درختان خوشش می‌آمد و بسیار سرکش بود، دوست داشت شلوار بلوجین بپوشد یا پوشاک ساده‌ای مانند تی‌شرت بپوشد و با دمپائی راه برود اما ویویان هسو با آن که بچه‌ای سرکش بود از زمان کودکی زیبائی را دوست داشت و به ویژه دوستدار پوشاک رنگارنگ بود و گاهی در یک روز دو بار پوشاکش را عوض می‌کرد.
ویویان هسو پس از آن که آموزش‌های دبستانی در دبستان: «جیان شین» (健行) در شهر زادگاهش تایچونگ را به پایان رساند به شهر تایپه رفت و از دانش‌آموزان دبیرستان: «شیلین جونیور» (Shilin Junior) در آن شهر شد و هنگامی که در این دبیرستان دانش‌آموز بود هم کار می‌کرد و هم درس می‌خواند، کار کردن ویویان هسو این چنین بود که مادر ویویان هسو از کار در آرایشگاه دست کشید اما چون آشپز خوبی بود یک اسنک بار باز کرد و خوراکی‌های بسته‌بندی شده‌ای را که دخترانش برای خریداران می‌بردند می‌فروخت.
ویویان هسو در سال ۱۹۹۰ در مسابقه: «دختر زیبا و با استعداد» که از سوی شبکه تلویزیونی CTS تایوان برگزار شد شرکت کرد و مقام نخست را به دست آورد، پس از این رویداد ویویان هسو که با دوچرخه برای مشتری‌ها خوراک می‌برد هنگام گشت و گذار با دوچرخه در خیابان‌ها با ستایش مردم روبرو می‌شد، در همان سال بود که او به یک گروه موزیکال به نام: «گروه دختران» (少女隊) پیوست که پس از انتشار دو آلبوم از این گروه در سال‌های ۱۹۹۱ و ۱۹۹۲ این گروه فروپاشید، پس از این رویداد ویویان هسو به مدلینگ روی آورد.
به هر روی ویویان هسو پس از به پایان رساندن دبیرستان به: «دانشگاه ملی بازرگانی تایپه» (ماندارین: 國立臺北商業大學 و انگلیسی: NTUB) راه یافت و از دانشجویان بخش شبانه این دانشگاه شد چرا که هم خودش و هم خواهرش روزها کار می‌کردند و او روزها نمی‌توانست درس بخواند و ناچار بود شب‌ها درس بخواند، پس از چندی ویویان هسو از درس خواندن در این دانشگاه انصراف داد و به دانشگاه: «شی سین» (世新) تایوان رفت، سرانجام ویویان هسو که از نوجوانی هم کار می‌کرد و هم درس می‌خواند توانست از دانشگاه شی سین تایوان دانشنامه کارشناسی ارشد را در رشته مدیریت بازرگانی دریافت کند.

## بازیگری
در سال ۱۹۷۹ هنگامی که ویویان هسو چهار سال داشت به همراه خانواده‌اش در فیلم: «یک روز فراموش نشدنی» به عنوان سیاهی لشکر و هنرپیشه مهمان بازی کرد، در این فیلم هنرپیشه سرشناسی به نام بریجیت لین و هنرپیشه دیگری به نام: «چین هان» بازی کرده بودند.
ویویان هسو با آن که پس از فروپاشی گروه دختران که در آغاز دهه نود رخ داد به مدلینگ روی آورده بود اما همزمان با مدلینگ به خوانندگی و بازیگری در سریال‌های تلویزیونی تایوانی و فیلم‌های هنگ کنگی نیز می‌پرداخت، چنان‌که با هنرپیشه‌ای به نام: «ین جی یینگ» در فیلم: «پسر شائولین» که در سال ۱۹۹۴ اکران شد همکاری کرد که پس از بازی در این فیلم در هنگ کنگ و آسیای جنوب شرقی نامدار شد.
ویویان هسو سپس در سه فیلم بازی کرد که در این فیلم‌ها کاملاً برهنه شد، این سه فیلم: «شکار نهائی» (۱۹۹۴) و «فرشته برهنه» (۱۹۹۵) و «فرشته اهریمن» (۱۹۹۵) نام دارند که سپس این سه فیلم: «سه‌گانه فرشته ویویان هسو» نام گرفتند، پس از اکران این فیلم‌ها دو آلبوم از عکس‌های ویویان هسو به نام‌های: «آلبوم فرشته» و «آلبوم ونوس» منتشر شده و با تیراژ بالائی فروخته شدند، سپس ویویان هسو در فیلم کمدی اکشن: «ستارگان جنگنده شکست ناپذیر» (۱۹۹۵) به عنوان هنرپیشه مهمان بازی کرد و در فیلم کمدی - اکشن: «اژدها در شائولین» (۱۹۹۶) و در فیلم کمدی: «ماجراهای جزیره زرین» (۱۹۹۶) بازی کرد.
پس از بازیگری و خوانندگی و مدلینگ در تایوان و سینمای تایوان ویویان هسو به ژاپن رفت و در این کشور پس از همکاری با هنرمندان ژاپنی در چند فیلم سینمائی، چند سریال تلویزیونی، چند کنسرت و چند آلبوم آواز هنرنمائی کرد، ویویان هسو با آن که به کشورهای فراوانی رفته‌است اما کشوری که بیشتر از همه به آن رفت و آمد داشت ژاپن است و آوازه ویویان هسو در ژاپن دست کمی از آوازه او در تایوان و هنگ کنگ و چین ندارد، با در نظر داشتن این که ویویان هسو زبان ژاپنی را به خوبی یاد گرفته بود و با این زبان مانند ژاپنی‌ها به روانی سخن می‌گفت.
ویویان هسو پس از بازی در فیلم کمدی - عاشقانه: «تعقیب دختران فوق‌العاده شکست ناپذیر» (۱۹۹۷) در نخستین هنرنماییش در جهان هنر ژاپن در فیلم ژاپنی: «آدمکش و دختر دروغگو» (۱۹۹۷) با زمینه اکشن به همراه چند هنرمند ژاپنی بازی کرد، سپس در فیلم اکشن: «صد درصد عاشق قهرمان باش» (۱۹۹۷) و «دزد بزرگ خودرو» (۱۹۹۸) بازی کرد، «دزد بزرگ خودرو» فیلمی است که دربارهٔ یک شخصیت تاریخی تایوانی به نام: «لیائو تیان دینگ» ساخته شده بود که هنگام استعمار تایوان از سوی ژاپن با استعمارگران ژاپنی پیکار می‌کرد، فیلم عاشقانه: «هشت ساعت در روز دوستت دارم» با بازی ویویان هسو نیز در همان سال اکران شد.
ویویان هسو در فیلم جاسوس تصادفی با بازیگر سرشناس جکی چان همبازی شد که این فیلم در سال ۲۰۰۱ پخش شد و در فیلم تاریخی: «یک ماه تابان» بازی کرد که در سال ۲۰۰۴ پخش شد، ویویان در فیلم جنگجویان رنگین کمان: مرد راستین بازی کرد که در سال ۲۰۱۱ پخش شد، سپس ویویان هسو برای بازی در فیلم جادوگر و مار سفید که آن هم در سال ۲۰۱۱ به نمایش درآمد برگزیده شد، در فیلم جادوگر و مار سفید ویویان هسو که در نقش هارپی یخی بازی کرد با هنرمندان سرشناسی مانند جت لی و هوانگ شنگ‌یی و شارلین چوی همبازی شد.
ویویان هسو به جز این فیلم‌ها در فیلم‌های سینمائی و فیلم‌ها و سریال‌های تلویزیونی فراوان دیگری نیز بازی کرده‌است اما فیلم‌ها و سریال‌هائی که ویویان هسو در آنها بازی کرده‌است همگی دارای فیلم‌نامه یکسان نیستند و این فیلم‌ها دارای زمینه‌های گوناگون عاشقانه، رزمی، تاریخی، کمدی، خانوادگی، پلیسی، جنگی، فانتزی، ترسناک و … هستند، در برخی از این فیلم‌ها ویویان هسو دارنده نقش اصلی است و در برخی دیگر یا هنرپیشه مهمان است یا دارای نقش فرعی است.

## خوانندگی
پدر ویویان هسو دوست داشت آوازهایی را به زبان هاکین تایوانی بخواند و ویویان هسو نیز با بازخوانی این آوازها زبان هاکین تایوانی را یادگرفت، مادر ویویان هسو نیز خواننده خوبی بود، از این روی پرداختن ویویان هسو به آوازخوانی با داشتن پدر و مادری که خوانندگی می‌کردند هنگام رسیدن ویویان هسو به بزرگسالی چندان دشوار نبود، در آغاز ویویان هسو هنگامی که نوجوان بود با یک گروه موزیکال به نام: «بچه گربه‌ها» همکاری می‌کرد، سپس به یک گروه موزیکال به نام: «گروه دختران» (少女隊) پیوست که پس از انتشار دو آلبوم از این گروه در سال‌های ۱۹۹۱ و ۱۹۹۲ این گروه فروپاشید.
چون ویویان هسو زبان ژاپنی را به خوبی یادگرفته بود در سال ۱۹۹۵ قراردادی با بنیاد ژاپنی: «جهان خاور» (Eastworld) که از زیرمجموعه‌های شرکت: «توشیبا اینترتینمنت» (Toshiba EMI Records) بود امضا کرد و از سال ۱۹۹۵ تا سال ۱۹۹۶ سه تک آهنگ ژاپنی و یک آلبوم ژاپنی به نام: «آرزوی فرشته» از او منتشر شدند، همچنین در سال ۱۹۹۶ او به برنامه: «رویاروی آتش» نیپون تلویژن پیوست و به هنرمند ثابت برنامه‌های این شبکه تلویزیونی تبدیل شد، در اکتبر همان سال آلبوم آوازی از ویویان هسو به زبان کره‌ای به نام: «دختر فرشته» (천사미소녀) در کره جنوبی منتشر شد چون ویویان هسو زبان کره‌ای را نیز یاد گرفته بود.
ویویان هسو در ژانویه سال ۱۹۹۷ با چند هنرمند ژاپنی مانند هیرویوکی آمانو و کیوتاکا نانبارا و دینگ کایدی گروه هنری: «بیسکویت‌های سیاه» را برپا کرد که نخستین تک آهنگ این گروه به نام: Stamina (骬志) در پایان سال منتشر شد، در آوریل ۱۹۹۸ گروه بیسکویت‌های سیاه یک تک آهنگ تازه به نام: «زمان‌بندی» را منتشر کرد، این تک آهنگ با فروش بالا در رتبه دوم جدول تک آهنگ: «اوریکون» (Oricon) ژاپن در هفته نخست جای گرفت و در پایان سال این تک آهنگ به رتبه چهارم سالانه اوریکون رسید، ویویان هسو در همان ماه نخستین آلبومش را به زبان ماندارین به نام: «دردسر بزرگ» در تایوان منتشر کرد و در پایان سال در مسابقه: «آهنگ سرخ و سفید» ژاپن شرکت کرد، در بیست و ششم مه سال ۱۹۹۹ گروه بیسکویت‌های سیاه تک آهنگ: «بای بای» و آلبوم: «زندگی» را منتشر کرد اما سرانجام در همان سال گروه بیسکویت‌های سیاه به کارش پایان داد.
در ماه نوامبر سال ۱۹۹۹ دومین آلبوم آواز ویویان هسو به زبان ماندارین به نام: «عاشق شکست ناپذیر» در تایوان منتشر شد و در ماه سپتامبر سال ۲۰۰۰ سومین آلبوم آواز ویویان هسو به زبان ماندارین به نام: «فرشته در لباس مبدل» منتشر شد، ویویان هسو در سال ۲۰۰۱ از سوی: «ماساهید ساکوما» تهیه‌کننده موسیقی ژاپنی برای برپائی گروه: «The d.e.p» دعوت شد و همراه با: «ماسامی تسوچیا» و «میک کارن» و «گوتا یاشیکی» به عنوان خواننده اصلی گروه به کار پرداخت، نخستین تک آهنگ این گروه به نام: «آقای مشکلی نیست» در یکم آوریل سال ۲۰۰۱ منتشر شد و اولین آلبوم آواز این گروه به نام: «بیماری زمین ما» در نهم ماه مه سال ۲۰۰۱ منتشر شد و دومین تک آهنگ گروه به نام: «ما دپ هستیم» در هشتم ماه اوت سال ۲۰۰۱ منتشر شد.
ویویان هسو در سریال تلویزیونی ژاپنی: «ازدواج من» که در بیست و هشتم ماه اکتبر سال ۲۰۰۱ پخش آن آغاز شد در نقش قهرمان سریال به نام: «نوزومی یامادا» بازی کرد و آهنگ پس زمینه این سریال به نام: «آشتی! با من ازدواج کن» را نیز به زبان ژاپنی خواند، با آن که گروه: «بیسکویت‌های سیاه» در سال ۱۹۹۹ کارش به پایان رسیده بود اما در ماه مارس سال ۲۰۰۲ «بیسکویت‌های سیاه» بازگشت ویژه‌ای در جشنواره پایانی: «اوریناری» (Urinari) داشتند و آنها با شور و شوق هر چهار آهنگ «بیسکویت‌های سیاه» را خواندند.
در آغاز سال ۲۰۰۳ ویویان هسو با کازوما اندو گروه آواز: «سایه سیام» (Siam Shade) را برپا کرده و تک آهنگ: «لحظه» را منتشر کرد که آهنگ پس زمینه کارتون: «Mobile Suit Gundam SEED» بود و ویویان هسو از صدا پیشگان این کارتون بود، در بیست و هشتم ماه سپتامبر سال ۲۰۰۳ چهارمین آلبوم آواز ویویان هسو به زبان ماندارین به نام: «دوستت دارم» (I Love You) منتشر شد و در ماه آوریل سال ۲۰۰۵ پنجمین آلبوم آواز ویویان هسو به زبان ماندارین به نام: «سخت عشق بورز» (Hard Love) منتشر شد که این آلبوم پرفروش‌ترین آلبوم ویویان هسو شد که در این آلبوم آهنگ: «چشم‌های خندان» که شعر آن با همکاری: «جی جی لین» سروده شده بود شاهکار ویویان هسو شد، در ماه سپتامبر سال ۲۰۰۶ ششمین آلبوم آواز ویویان هسو به زبان ماندارین به نام: «ویوی و …» (.... Vivi and) منتشر شد.
ویویان هسو در سال ۲۰۱۰ به مناسبت بیستمین سالگرد حضورش در جهان هنر در سخنانی بازگشت خودش را به جهان هنر ژاپن اعلام کرد و آهنگ بازگشتش را به نام: «روز زیبا» منتشر کرد، ویویان هسو در سال ۲۰۲۰ با آلبومی به نام: «من وی هستم» (I'm V) رسماً بازگشتش را به میدان موسیقی اعلام کرد که پس از انتشار این آلبوم پیامدهای خوبی در داخل و خارج از کشور به دست آمدند و این آلبوم پرفروش‌ترین آلبوم آواز هفته شد، در سوم سپتامبر سال ۲۰۲۲ ویویان هسو نخستین کنسرت انفرادیش را در مقیاس بزرگ با کامیابی در تایپه آرنا برگزار کرد، در سوم ماه دسامبر سال ۲۰۲۲ گروه: «بیسکویت‌های سیاه» پس از بیست سال دوباره گرد هم آمدند و ویویان هسو در برنامه ویژه تلویزیون ژاپن به نام: «بهترین هنرمند ۲۰۲۲» در اجرای زنده ظاهر شد.

## زندگی شخصی
ویویان هسو در سال ۲۰۱۴ با یک بازرگان سنگاپوری به نام: «شان لی» ازدواج کرد و هم‌اکنون در سنگاپور زندگی می‌کند، ویویان هسو یک فرزند پسر به نام: «دالتون لی» دارد که در سیزدهم اوت سال ۲۰۱۵ زاده شد.
جان لنون و ترزا تنگ الگوهای ویویان هسو در آواز هستند، او دوست ندارد ضبط یا رایانه را هنگام ترانه سرائی به کار ببرد، او بر نوشتن با دست پافشاری می‌کند و هنگام نوشتن باید یک قلم خودکار یک میلیمتری داشته باشد.
ویویان هسو دچار بیماری انحراف شصت پا بود که این بیماری در ماه فوریه سال ۲۰۰۶ بدتر شد و درست پس از نمایش فیلم: «دوئو دوا پری دریائی» در تایوان که در آن بازی کرده بود در بیمارستانی در تایوان بستری شد و یک عمل جراحی پنج ساعته را به پایان رساند.
ویویان هسو از ماه فوریه سال ۲۰۰۷ کمابیش دو ماه به هالیوود در شهر لس آنجلس رفت و آموزش‌های فشرده‌ای را در رشته‌های زبان انگلیسی، آواز، رقص و … گذراند و گواهینامه آزمون زبان را دریافت کرد.
ویویان هسو با آن که ورزشکار است و در رشته‌های گوناگون ورزشی کار کرده‌است اما مهارت ویژه او در رشته ورزشی بولینگ است و بستنی چای سبز و شابوشابو از خوراکی‌هائی هستند که ویویان هسو آنها را دوست دارد.
در یکم ماه ژانویه سال ۲۰۱۸ پدر ویویان هسو در شصت و چهار سالگی برای پیامدهای یک سرماخوردگی پس از آن که یک پیوند کبد را از سر گذرانده بود در بیمارستان دانشگاه ملی تایوان درگذشت.

## فیلم‌شناسی ویویان هسو
سینما
| سال  | نام فیلم                           | نقش                        | نکته                       |
| ---- | ---------------------------------- | -------------------------- | -------------------------- |
| ۱۹۷۹ | یک روز فراموش نشدنی                | دختربچه                    | هنرپیشه مهمان              |
| ۱۹۹۴ | پسر شائولین                        | جو آنی                     |                            |
| ۱۹۹۴ | شکار نهائی                         | شیائو هونگ                 |                            |
| ۱۹۹۵ | فرشته برهنه                        | ون نی                      | نام دیگر: دل فرشته         |
| ۱۹۹۵ | فرشته اهریمن                       |                            |                            |
| ۱۹۹۵ | ستارگان جنگنده شکست ناپذیر         | دکتر چن                    | هنرپیشه مهمان              |
| ۱۹۹۶ | اژدها در شائولین                   | شیائو شو ین                |                            |
| ۱۹۹۶ | ماجراهای جزیره زرین                | شیائو شی ین                | نام دیگر: سوپر اژدهای چینی |
| ۱۹۹۷ | تعقیب دختران فوق‌العاده شکست ناپذیر | سونا                       |                            |
| ۱۹۹۷ | آدمکش و دختر دروغگو                | ریکا                       | نام دیگر: شلیک کن عزیزم    |
| ۱۹۹۷ | صد درصد عاشق قهرمان باش            | شیائو تینگ                 |                            |
| ۱۹۹۸ | دزد بزرگ خودرو                     | لیو ون یینگ                |                            |
| ۱۹۹۸ | هشت ساعت در روز دوستت دارم         | شیرو رو                    |                            |
| ۱۹۹۹ | دانشجوی سرکش                       | چی چی                      | نام دیگر: پسر خوب          |
| ۲۰۰۰ | رقص ناتو، افسانه نینجا             | فروشنده رنگ                |                            |
| ۲۰۰۱ | جاسوس تصادفی                       | یونگ                       |                            |
| ۲۰۰۴ | یک ماه تابان                       | یوکی کو                    |                            |
| ۲۰۰۵ | دوئو دوا پری دریائی                | دوئو دوا                   |                            |
| ۲۰۰۶ | آهنگ ابرها و آب‌ها                  | وانگ بی یون                |                            |
| ۲۰۰۶ | رقص چای                            | مای                        |                            |
| ۲۰۰۸ | رقص پشت سر تو                      | شیا شوئن                   |                            |
| ۲۰۰۸ | اگر تو یکی هستی                    | مادر مجرد                  |                            |
| ۲۰۱۰ | دریای ستارگان                      | هوانگ سو یینگ              | نام دیگر: دریای ستاره جوان |
| ۲۰۱۰ | همه شهر عاشق است                   | واسابی                     |                            |
| ۲۰۱۰ | اژدهای آتش                         | آلن                        |                            |
| ۲۰۱۰ | ژولیت                              | شیو جو                     |                            |
| ۲۰۱۱ | جنگجویان رنگین‌کمان: مرد راستین     | اوپین تادائو               |                            |
| ۲۰۱۱ | جادوگر و مار سفید                  | هارپی یخی                  |                            |
| ۲۰۱۱ | زندگی با مد                        | یینگ هونگ                  |                            |
| ۲۰۱۲ | ساخته شده برای تو                  | آ - لی                     |                            |
| ۲۰۱۳ | تبدیل                              | چهره لعنتی                 |                            |
| ۲۰۱۳ | سازنده شماره دو                    | کائو یی                    |                            |
| ۲۰۱۳ | یونیفورم                           | جو جین                     |                            |
| ۲۰۱۳ | صدای باران را بشنو                 | سون یی رو (شارون)          |                            |
| ۲۰۱۴ | همسر کاملاً تقلبی - صد و شصت و هشت  | تیفانی / هه شائو چون       |                            |
| ۲۰۱۴ | هفتاد و دو ساعت برای رسیدن به تو   | شاشا                       | اکران نشد!                 |
| ۲۰۱۴ | اثر سردکننده                       | فانگ وکیل (فانگ آنیو)      | نام دیگر: درخواست جنسی     |
| ۲۰۱۶ | من از نیویورک هستم                 |                            | تهیه‌کننده                  |
| ۲۰۱۸ | دختر کوچولوی سرخ‌پوش                | هوانگ یاهوئی               | نام دیگر: ماهی اهریمنی     |
| ۲۰۱۹ | زندگی میدی                         | دوست دبیرستانی لین چی-لینگ | کنسرت                      |
| ۲۰۲۰ | شاهزاده خانم جی پی                 |                            |                            |
| ۲۰۲۰ | مزه تنها بودن                      | چن وان یو                  |                            |
| ۲۰۲۲ | نخستین عشق به آرامی                | شیو لی یون                 |                            |

تلویزیون
| سال  | سرزمین | ایستگاه تلویزیونی     | نام فیلم یا سریال        | نقش                     | نکته                                      |
| ---- | ------ | --------------------- | ------------------------ | ----------------------- | ----------------------------------------- |
| ۱۹۹۲ | تایوان | تایوان تلویژن         | فصل سرد و فصل گرم        | یانگ نو وی              |                                           |
| ۱۹۹۳ | تایوان | شرکت تلویزیون چین     | افسانه نا چی             | بای یون                 |                                           |
| ۱۹۹۵ | ژاپن   |                       | دختر الماس               | ریمی سایکی              |                                           |
| ۱۹۹۹ | ژاپن   |                       | تخت نیمه دو نفره         |                         |                                           |
| ۲۰۰۰ | ژاپن   | شبکه تلویزیونی تی‌بی‌اس | خواب در باران            |                         |                                           |
|      |        |                       | دختر میتاتو              |                         |                                           |
|      |        |                       | شمشیرزن از شمال          |                         |                                           |
|      |        |                       | سال‌های فراموشی           |                         |                                           |
|      | ژاپن   | فوجی تلویژن           | باگه یلو، من خشمگین هستم |                         |                                           |
| ۲۰۰۱ | ژاپن   |                       | ازدواج من                | نوزومی یامادا           |                                           |
| ۲۰۰۳ | تایوان | شرکت تلویزیون چین     | گردباد عشق دیوانه        | جائو جیا له             |                                           |
| ۲۰۰۵ | چین    |                       | عاشقم نباش               | چنگ فی یانگ             |                                           |
| ۲۰۰۷ | چین    |                       | هنر عشق و جنگ            | سون یو شیان             |                                           |
| ۲۰۰۹ | چین    |                       | پیش از غروب عاشق تو شدم  | کائو جیلینگ             |                                           |
| ۲۰۱۳ | ژاپن   | نیپون تلویژن          | پرونده پسر کیندایچی      | لیو یومو دیوه           |                                           |
| ۲۰۲۰ | تایوان | اچ‌بی‌او آسیا           | شکارچی رؤیا              | لی لی آن                |                                           |
| ۲۰۲۰ | تایوان | هشت کانال فراگیر      | خانه داستان              |                         |                                           |
| ۲۰۲۱ | تایوان | اچ‌بی‌او آسیا           | چه کسی کنارت است؟        | چن یونگ جیه             | تهیه‌کننده مشترک با پیتر هو و هونگ شیولینگ |
| ۲۰۲۱ | تایوان | نتفلیکس               | نخستین نور جشن فانوس     | چیونگ فانگ / مامان سانگ |                                           |